# Aero Fighters 3
Aero Fighters 3 (Sonic Wings 3 en Japón) es un juego de arcade del género Matamarcianos de desplazamiento vertical lanzado en 1995 por Video System para la placa Neo-Geo.

## Jugabilidad
Diez aviones diferentes están disponibles para la selección por defecto, algunos de los cuales regresan de anteriores Aero Fighters juegos. Otros dos personajes secretos adicionales de los anteriores juegos de vídeo del sistema se puede acceder mediante la introducción de un código. Varios personajes pueden llevar a diferentes números de ciclos iniciales (P) y bombas (B) antes de llegar a la acción llena; escoger cualquiera de ellos mientras completamente abastecido concede al jugador 2.000 puntos, mientras que una alta potencia (F) otorga 10.000.
La destrucción de los grandes enemigos de la planta, así como edificios y otros bits prominentes del paisaje, con frecuencia revelará alguno de los power-ups anteriores, así como iconos de moneda, que cambian dependiendo de la nacionalidad del personaje del jugador. Iconos de moneda valen en cualquier lugar entre 10 000 y 200 puntos cada uno; recogiendo los iconos de arriba en la parte superior de la pantalla de las redes de la máxima, de recogerlas más de las redes de la mitad del mínimo.
El juego contiene un total de 18 etapas, de las cuales ocho se jugarán en cada uno del juego dos bucles utilizando un sistema de ramificación. Después de derrotar a los jefes de ciertas etapas, un avión aparecerá con dos alas destructibles; cualquiera ala se destruye primero determina la siguiente etapa que se juega. Las etapas 3 y 6 son siempre fases de bonificación; éstos no tienen jefe y bien les contener enemigos que liberan una gran cantidad de power-ups que se pueden recoger de 2000 puntos cada uno, o un gran número de enemigos no encendido en tierra que emiten moneda.
El juego también contiene una serie de secretos; tanto de los últimos jefes habrá muy pocas veces se sustituye por jefes ocultos, que también otorgan terminaciones ocultas. Algunos enemigos más pequeños a veces exhiben un comportamiento inusual; por ejemplo, las torretas en la etapa de EE. UU. ocasionalmente se convertirán en un busto de Villiam de Aero Fighters.
En el modo de dos jugadores, los jugadores deben usar cualquiera de los dos aviones que están en la misma fila que el uno al otro en la pantalla de selección de personaje. Durante el juego, si sprites de ambos jugadores se sientan exactamente una encima de la otra, un disparo potente combinado será despedido, siempre y cuando ninguno de los jugadores utiliza una bomba.

## Argumento
Después de su supuesta derrota, las fuerzas alienígenas malvadas lanzan un ataque sorpresa contra la base de los Aero Fighters ', destruyendo con eficacia sus aviones. Incapaz de contrarrestar el ataque, deben utilizar los viejos aviones de guerra de la Segunda Guerra Mundial-era con modificaciones extrañas, en una lucha desesperada por la victoria.

## Personajes
| País           | Jugador 1                                | Jugador 2                        |
| -------------- | ---------------------------------------- | -------------------------------- |
| United States  | Keaton (F4U Corsair)                     | Blazers (P-61 Black Widow)       |
| Japan          | Hien (Mitsubishi Zero)                   | Mao Mao (Aichi M6A Seiran)       |
| Russia         | Chaika & Pooshka (IL2 Sturmovik)         | Spanky (Polikarpov I-16)         |
| Germany        | Malcom (DO335 Pfeil)                     | Kowful & River (JU-87 Stuka)     |
| United Kingdom | Alex & Pictus (Westland Whirlwind)       | Ellen & Cindy (Fairey Swordfish) |
| Oculto         | Red Rabbit (también conocido como Usagi) | El hombre (Diabloon)             |